# Puccinellia kashmiriana
Puccinellia kashmiriana är en gräsart som beskrevs av Norman Loftus Bor. Puccinellia kashmiriana ingår i släktet saltgrässläktet, och familjen gräs. Inga underarter finns listade i Catalogue of Life.